# Bolivia Open 2024
Il Bolivia Open 2024 è un torneo professionistico di tennis femminile giocato sulla terra rossa. È la 1ª edizione del torneo, facente parte della categoria WTA 125 nell'ambito del WTA 125 2024. Si gioca al Club de Tenis Santa Cruz di Santa Cruz de la Sierra in Bolivia dal 28 ottobre al 3 novembre 2024.

## Partecipanti al singolare

### Teste di serie
| Nazionalità | Giocatrice        | Ranking* | Testa di serie |
| ----------- | ----------------- | -------- | -------------- |
| Egitto      | Mayar Sherif      | 93       | 1              |
| Francia     | Chloé Paquet      | 103      | 2              |
| Argentina   | Julia Riera       | 113      | 3              |
| Brasile     | Laura Pigossi     | 123      | 4              |
| Lettonia    | Darja Semeņistaja | 125      | 5              |
| Romania     | Anca Todoni       | 133      | 6              |
| Ungheria    | Panna Udvardy     | 154      | 7              |
| Regno Unito | Francesca Jones   | 160      | 8              |

* Ranking al 21 ottobre 2024.

### Altre partecipanti
Le seguenti giocatrici hanno ricevuto una wild card per il tabellone principale:
- Fernanda Labraña
- Sol Ailin Larraya Guidi
- Antonia Vergara Rivera
- Noelia Zeballos

Le seguenti giocatrici sono passate dalle qualificazioni:
- Carolina Alves
- Dar'ja Lodikova
- Tina Nadine Smith
- Natalia Trigosso

## Partecipanti al doppio

### Teste di serie
| Nazione   | Giocatrice       | Nazione  | Giocatrice         | Rank1 | Teste di serie |
| --------- | ---------------- | -------- | ------------------ | ----- | -------------- |
| Slovenia  | Veronika Erjavec | Lettonia | Darja Semeņistaja  | 277   | 1              |
| Argentina | Julia Riera      | Egitto   | Mayar Sherif       | 330   | 2              |
| Spagna    | Aliona Bolsova   | Ucraina  | Valerija Strachova | 397   | 3              |

* Ranking al 21 ottobre 2024.

### Altre partecipanti
La seguente coppia di giocatrici ha ricevuto una wild card per il tabellone principale:
- Carson Branstine /  Noelia Zeballos

La seguente coppia di giocatrici è subentrata come alternate:
- Julieta Estable /  Jazmín Ortenzi

### Ritiri
Prima del torneo
- Julia Riera /  Mayar Sherif → sostituite da  Julieta Estable /  Jazmín Ortenzi

## Campionesse

### Singolare
Anca Todoni ha sconfitto in finale  Emiliana Arango con il punteggio di 7-6(5), 6-0.

### Doppio
Nuria Brancaccio /  Leyre Romero Gormaz hanno sconfitto in finale  Aliona Bolsova /  Valerija Strachova con il punteggio di 6-4, 6-4.